# Dolichostoma alpinum
Dolichostoma alpinum är en tvåvingeart som beskrevs av Townsend 1912. Dolichostoma alpinum ingår i släktet Dolichostoma och familjen parasitflugor.
Artens utbredningsområde är Peru. Inga underarter finns listade i Catalogue of Life.